# Dasyomma maculipenne
Dasyomma maculipenne är en tvåvingeart som beskrevs av Hardy 1920. Dasyomma maculipenne ingår i släktet Dasyomma och familjen bäckflugor. Inga underarter finns listade i Catalogue of Life.